# Protogoniomorpha anacardii
Protogoniomorpha anacardii е вид пеперуда от семейство Многоцветници (Nymphalidae). Видът не е застрашен от изчезване.

## Разпространение и местообитание
Разпространен е в Ботсвана, Гана, Демократична република Конго, Етиопия, Замбия, Зимбабве, Йемен, Кения, Кот д'Ивоар, Мадагаскар, Мозамбик, Нигерия, Свазиленд, Сиера Леоне, Танзания, Того, Уганда, Централноафриканска република и Южна Африка.
Обитава гористи местности, савани, крайбрежия и плажове в райони с тропически климат.

## Галерия
- Protogoniomorpha anacardii anacardii
- Protogoniomorpha anacardii nebulosa
- Protogoniomorpha anacardii duprei